# Сандыков, Алексей Иванович
Алексе́й Ива́нович Санды́ков (арм. Ալեքսեյ Իվանի Սանդիկով; род. 23 июля 1983 года, Ереван) — армянский политический деятель русского (молоканского) происхождения. Депутат Национального Собрания Армении VII созыва (с 14 января 2019 года) от блока партий «Мой шаг».

## Биография
Родился 23 июля 1983 года в Ереване.

### Образование
Окончил Армянский государственный экономический университет по специальности маркетинг: В 2007 году окончил аспирантуру Российско-армянского (славянского) университета.

### Трудовая деятельность
В 2007-2014 годах работал в Министерстве обороны Республики Армения. Трудовую деятельность продолжил в сфере информационных технологий.
В результате состоявшихся 9 декабря 2018 года внеочередных парламентских выборов в Армении избран депутатом Национального Собрания Республики Армения от блока партий "Мой шаг" по списку национальных меньшинств.